# Pobedarje
Pobedarje (cyr. Победарје) – wieś w Bośni i Hercegowinie, w Republice Serbskiej, w gminie Šekovići. W 2013 roku liczyła 157 mieszkańców.